# Ramazan Galialetdinov
Ramazan Galialetdinov (Рамазан Галялетдинов) (24 de març de 1958) va ser un ciclista que competí representant la Unió Soviètica.

## Palmarès
- 1978
  - Vencedor de 2 etapes al Tour de l'Avenir
  - Vencedor d'una etapa a la Volta a Eslovàquia
- 1980
  - Vencedor d'una etapa al Tour de l'Avenir
  - Vencedor d'una etapa a la Volta a Cuba
- 1982
  - 1r a la Volta al Táchira
  - Vencedor d'una etapa al Gran Premi Guillem Tell